# Mercedes Revenga
Mercedes Revenga de la Rosa (Caracas, 1946) è una modella venezuelana, eletta Miss Venezuela nel 1964.
La modella è stata la rappresentante ufficiale del Venezuela a Miss Universo 1964, concorso tenuto a Miami Beach, Florida, il 1º agosto 1964, dove si è classificata fra le prime quindici semifinaliste